# Viviane Porto
Viviane Porto Silva (São Paulo, 2 de janeiro de 1980) é uma atriz e ex-bailarina clássica brasileira[carece de fontes?]. Ficou mais conhecida por interpretar Aline na série 3% da Netflix.

## Carreira
Participou desde a adolescência de muitas montagens teatrais, da amadora à profissional, tendo feito parte da companhia de teatro Pia Fraus, aliando dança a interpretação.[carece de fontes?]
É militante da causa negra e das mulheres.[carece de fontes?]
Sua primeira aparição na televisão foi como assistente de palco do programa Fantasia, de 1997 a 1999, depois participou de algumas novelas e de um filme, mas afastou-se dos holofotes por vários anos, para estudar na Europa[carece de fontes?]. 
Um de seus principais papéis foi a cabeleireira Cilene em Babilônia, e, em 2016, participou da série 3% — primeira produção original brasileira da Netflix, interpretando Aline, em 2015.

## Filmografia

### Televisão
| Ano  | Título                   | Personagem      | Emissora    |
| ---- | ------------------------ | --------------- | ----------- |
| 2016 | 3%                       | Aline           | Netflix     |
| 2015 | Babilônia                | Cilene Farias   | Rede Globo  |
| 2004 | Meu Cunhado              | Rosemani        | SBT         |
| 2003 | Chocolate com Pimenta    | Inácia          | Rede Globo  |
| 2003 | A Casa das Sete Mulheres | Zefina          | Rede Globo  |
| 2002 | Marisol                  |                 | SBT         |
| 2001 | Amor e Ódio              | Brenda          | SBT         |
| 1999 | Louca Paixão             | Amanda Rangel   | Rede Record |
| 1997 | Fantasia                 | Garota Fantasia | SBT         |

### Cinema
| Ano  | Título         | Papel     |
| ---- | -------------- | --------- |
| 2003 | Garotas do ABC | Indalécia |